# Péninsule Carrarang

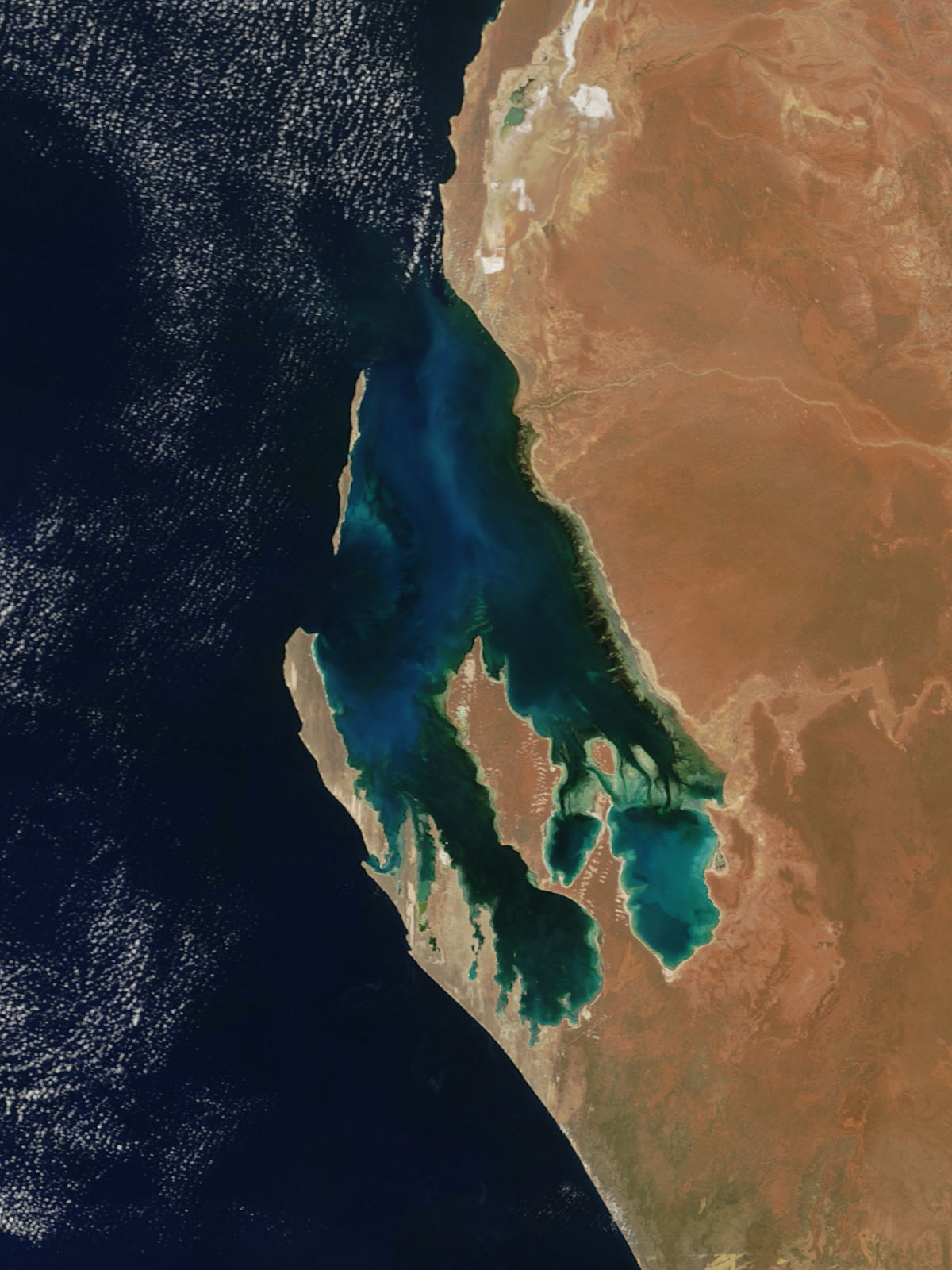
Vue satellite de la péninsule Carrarang

La péninsule Carrarang est une vaste péninsule australienne fermant le sud-ouest de la baie Shark, un golfe de l'océan Indien situé sur la côte ouest de l'Australie-Occidentale. Appelée Carrarang Peninsula en anglais, elle est elle-même hérissée de péninsules plus petites attachées à son littoral oriental. Parmi elles, on peut citer Bellefin Prong, qui lui fournit son point le plus septentrional, le cap Bellefin.